# Rõhu
Rõhu är en ort i Estland. Den ligger i Tähtvere kommun och landskapet Tartumaa, i den södra delen av landet, 160 km sydost om huvudstaden Tallinn. Rõhu ligger 49 meter över havet och antalet invånare är 187.
Terrängen runt Rõhu är platt. Runt Rõhu är det ganska glesbefolkat, med 24 invånare per kvadratkilometer. Närmaste större samhälle är Dorpat, 12,7 km öster om Rõhu. I omgivningarna runt Rõhu växer i huvudsak blandskog.